# Portada/article novembre 17

## Domesticació
La domesticació és l'acció de fer que un organisme esdevingui domèstic, és a dir, que visqui al costat de l'ésser humà i es criï a casa. El terme deriva dels termes llatins domus, que significa 'casa', i domesticus, que té el mateix significat que el terme actual. Descriu el pas de l'estat salvatge a l'estat domèstic d'alguns animals per acció de l'home. Aquest procés és a causa dels interessos humans d'obtenir de les espècies salvatges aliment, servei, companyia, roba, etc., i començà fa almenys 11.000 anys.